# Cybersex
Cybersex er virtuel sex hvor en eller flere partnere igennem et computernetværk, eller mindre kendt over SMS eller e-mail, sender hinanden seksuelt betonede beskeder i en dialog. Cybersex er en form for rollespil hvor deltagerne forestiller sig at de har samleje ved at beskrive deres handlinger og reaktioner for at stimulere dem selv seksuelt og vække en fantasi hos dem og partneren. Cybersex indbefatter nogle gange onani. Nogle gange benyttes webkameraer.

## Etymologi
Cybersex kommer fra cyberspace, en science fiction-forestilling om en verden på Internettet, og deres fælles præfiks cyber- stammer fra kybernetik. Cybersex er derfor simuleringen af fysisk sex. På engelsk findes udsagnsordet to cyber hvor der på dansk ikke findes en direkte ekvivalens foruden den subkulturelt understøttede at cybersexe. Det omtales derfor som at dyrke cybersex. Den manglende udsagnsform kan tilskrives at det er svært at udtale at cybere, hvilket kunne være den regelmæssige oversættelse.

## Karakteristik
Cybersex er blandt mange set som noget humoristisk, meningsløst eller ubetydeligt fordi det ikke indebærer nogen egentlig intimitet eller følelsesmæssig nærhed. Andre mener at de seksuelle følelser som kan opnås under virtuelle omstændigheder er meget virkelige og kan være lige så betydelige som de følelser opnået under fysisk samleje, om end begrænsede i omfang.
Cybersex afviger fra telefonsex idet det tilbyder en større grad anonymitet og tillader partnere at mødes lettere grundet Internettets struktur og internationalt omfattende tilgængelighed af meget unikke præferencer. Det meste cybersex tager faktisk sted mellem personer som aldrig har mødt hinanden før.

### Applikation
Cybersex kan spille en vigtig rolle for par der lever langt fra hinanden. Det kan samtidig benyttes af tilbageholdende personer og personer med afvigende eller atypiske seksualiteter som ikke føler at de kan udleve deres seksualitet blandt fysiske partnere enten fordi de er generte, fordi de har svært ved at etablere et seksuelt partnerskab, fordi de har en seksualitet som de har svært ved at erkende, fx homoseksualitet, eller mere ekstremt fordi udlevelsen af deres seksuelle fantasier ville have meget voldelige eller skadelige konsekvenser, fx voldtægt, snuff eller pædofili. Her virker fiktiv sex muligvis som et bedre alternativ end pornografi hvor andre nødvendigvis må gennemgå de ting man selv ønsker at undgå eller ikke kan opnå uden alvorlige konsekvenser.
En af de tilgange der forekommer til cybersex er forsøget i at simulere nær realistisk sex hvor partnerne instruerer hinanden i at gøre ting og dermed prøver at udfylde den manglende fysiske tilstedeværelse. En anden form er den mere rollespilsbetonede hvor partnerne påtager sig andre roller end deres rigtige identiteter og dermed opnår en erfaring de ikke ville kunne opnå ved fysisk sex idet deres identitet kan afvige meget fra deres egne udseender og proportioner. Blandt mere engagerede rollespillere kan cybersex virke som en del af et større plot med mere komplekse karakterer der har forhold med hinanden. Her kan det også forekomme at de involverede deltager ikke identificerer sig direkte med personerne der har cybersex, men skaber en historie i fælles forfatterskab.
Under anonym cybersex ved deltagerne ofte meget lidt om hinanden. Det er for eksempel ikke muligt at etablere hvilket køn den anden i virkeligheden er. Nogle argumenterer dog at fokus netop er kvaliteten af simuleringen, og at det kan være lige meget. For de som det betyder noget for kan webkameraer virke som et sikrende element da det er sværere at forfalske en direkte videooptagelse hvor interagering kan påkræves. Denne tendens forekommer ofte hos lesbiske da mængden af heteroseksuelle mænd som leder efter seksuelle alternativer på Internettet til sammenligning er overvældende. For bøsser eksisterer det samme behov generelt ikke.

### Kommercialisering
I modsætning til telefonsex, der ofte er kommercielt, er cybersex det sjældent. Der er dog med den stigende brug af webcams blandt private kommet en genre inden for pornografi på Internettet hvor enkeltpersoner, oftest kvinder, onanerer og dyrker sex og iagttagere, oftest mænd, kan skrive til personen foran webkameraet hvad de skal gøre. Dette er ikke cybersex i den forstand at her oftest er tale om én person der udstiller sig over for flere andre, og med den anerkendelse at mange af disse webkameraer ikke er interaktive men blot genspillede optagelser, kvalificerer det i højere grad som pornografi.

## Fordele, ulemper og problemer

### Fordele
- Siden cybersex tilfredsstiller seksuelle behov uden risikoen for kønssygdomme, kan det betragtes som en sikker måde for unge at eksperimentere. Folk der har dødelige og smitsomme sygdomme såsom HIV kan tilmed opnå en vis seksuel tilfredsstillelse uden fare for smitte.
- Cybersex tillader partnere som er fysisk adskilte at være intime. Dette element kan være vigtigt for langdistanceparforhold.
- Cybersex kan virke som et element i rollespil der gør rollespillet realistisk idet det er svært at forestille sig et en realistisk karakter uden de seksuelle aspekter. Det seksuelle aspekt kan i rollespil også opnås på andre måder ved at fokusere hele temaet på seksuelle undertoner.
- Cybersex tillader at folk med seksualiteter der afviger fra normen en mulighed for at udleve dem.
- Cybersex kan bruges til at undgå voldelige seksuelle præferencer.
- Cybersex kan have en terapeutisk effekt på usikre personer, og nogle terapeuter opfordrer tilmed deres klienter til at øve sig i at flirte på nettet som forberedende stadie til at kunne udøve seksuel selvsikkerhed. [kilde mangler]

### Ulemper og problemer
- Cybersex er blandt nogle ment at være tilsvarende utroskab i større grad end pornografi. Det har i flere tilfælde resulteret i skilsmisse at en af partnerne har ledt et intimt forhold på nettet. [kilde mangler]
- Cybersex kan være vanedannende ligesom pornografi.
- Cybersex kan relateres til pædofili hvor nogle aktivt søger børn og ikke blot rollespil. Cybersex i åbne chatrum kan tilmed virke udfordrende for børn og det kan i værste tilfælde lede til at barnet opsøger den voksne under antagelsen af at de er ligesindede og af samme alder. Denne problematik er dog ikke specifik for cybersex, og mange chatrum holder desuden børnechat separeret fra den sexfikserede chat.